# Torneo de San Petersburgo 2012
El St. Petersburg Open 2012 es un torneo de tenis. Pertenece al ATP Tour 2012 en la categoría ATP World Tour 250. El torneo tuvo lugar en la ciudad de San Petersburgo, Rusia, desde el 17 de septiembre hasta el 23 de septiembre de 2012 sobre canchas duras bajo techo.

## Cabezas de serie
| Tenista                | Ranking | N.º |
| Mijaíl Yuzhny          | 29      | 1   |
| Denis Istomin          | 34      | 2   |
| Martin Klizan          | 46      | 3   |
| Fabio Fognini          | 54      | 4   |
| Lukas Lacko            | 57      | 5   |
| Lu Yen-hsun            | 59      | 6   |
| Guillermo García-López | 68      | 7   |
| Jurgen Zopp            | 71      | 8   |

- Los cabezas de serie, están basados en el ranking ATP del 10 de septiembre de 2012.

## Campeones

### Individual Masculino
Martin Klizan venció a  Fabio Fognini por 6-2, 6-3.

### Dobles Masculino
Rajeev Ram /  Nenad Zimonjic vencieron a  Lukas Lacko /  Igor Zelenay por 6-2, 4-6, 10-6.